# Pseudopostega quadristrigella
Pseudopostega quadristrigella là một loài bướm đêm thuộc họ Opostegidae. Nó được Frey và Boll miêu tả năm 1876. Nó được tìm thấy ở Maine phía tây đến South Dakota và phía nam đến Texas.
Chiều dài cánh trước là 4.4–5.2 mm. Con trưởng thành bay từ tháng 5 đến tháng 8.